# فكرات ممادوف
فكرات فروخ أغلو ممادوف (بالأذرية: Fikrət Məmmədov ) محامي، ووزير العدل في أذربيجان منذ 19 أبريل عام 2000. 

## السيرة الذاتية
ولد فيكرات ممادوف في 1 يوليو عام 1955 في مدينة شاكي. تخرج من كلية القانون لجامعة موسكو الحكومية التي تحمل إسمه ميخائيل لومونوسوف في 1977, وأكاديمية الإدارة الحكومية في باكو عام 1988.
بدأ إلى نشاته العمل كمساعد المدعي العام وعمل في المنصبين المدعي العام والرئيس لقسم السيطرة في مكتب المدعي العام، وتم نقله من هذا المنصب إلى منصب مدرب على العمل مع وكالات تنفيذ القانون بإدارة الهيئات الإدارية للحزب الشيوعي بأذربيجان.
ثم كان المدعي لمدينة سومقاييت ونائب المدعي العام بين 1994-2000. تم التعيين فيكرات ممادوف وزير العدل لجمهورية أذربيجان في أبريل لعام 2000.
ولاحق تم تعيينه إلى هذا المنصب أربعة مرات في الحكومات المشكلة. هو عضو فخري في الرابطة الدولية لأعضاء النيابة العامة ونائب رئيس مؤتمر العدالة الجنائية ومنع الجريمة.
فيكرات ممادوف هو سيناتور وعضو فخري في الرابطة الدولية لأعضاء النيابة العامة، نائب الرئيس للكونجرس على منع جريمة بالأمم المتحدة.

## جوائزه
في 30 يونيو عام 2005 كان تمنح فيكرات ممادوف  بوسام شهرة بموجب القرار لرئيس جمهورية أذربيجان إلهام علييف على خدماته في تطوير السلطات القضائية للجمهورية أذربيجان. 
في 30 يونيو لعام 2015 حصل على «الدبلومة الفخرية لرئيس جمهورية أذربيجان»
في 20 نوفمبر لعام 2018 حصل على وسام «على خدمات الوطن» من الدرجة الأولى
في 21 مويو لعام 2008 حصل على بلقب «المحامي المكرم لجمهورية أذربيجان» وهو عامل فخري لمكتب المدعي.